# Elisabeth Amalie von Österreich

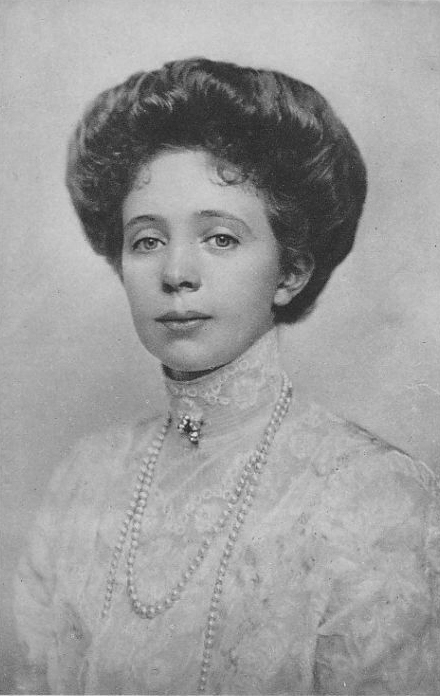
Elisabeth Amalie von Österreich

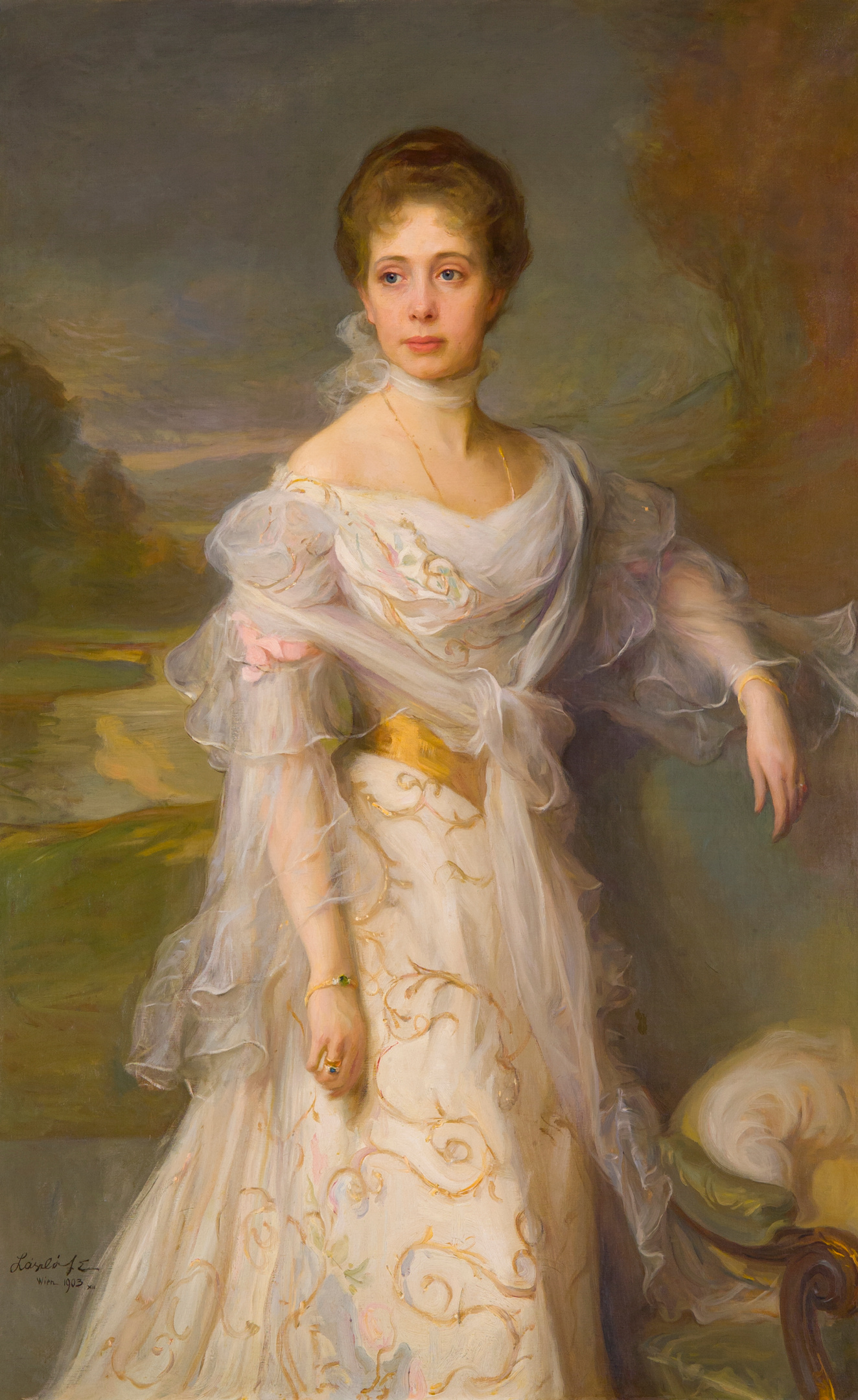
Elisabeth Amalie von Österreich (Gemälde von Philip Alexius de László, 1903)

Elisabeth Amalie Eugenia Maria Theresia Karoline Luise Josepha (* 7. Juli 1878 in Reichenau an der Rax; † 13. März 1960 in Vaduz,
Liechtenstein) war eine Erzherzogin von Österreich und durch Heirat ein Mitglied des Hauses Liechtenstein. Sie war die Mutter des Fürsten Franz Josef II. von und zu Liechtenstein.

## Leben
Erzherzogin Elisabeth Amalie wurde 1878 als jüngere Tochter des Erzherzogs Karl Ludwig von Österreich (1833–1896) und dessen dritter Ehefrau Maria Theresa, geborene Infantin von Portugal (1855–1944), in Reichenau an der Rax geboren. Am 20. April 1903 heiratete sie in Wien Prinz Alois von und zu Liechtenstein (1869–1955), zweiter Sohn des Prinzen Alfred von und zu Liechtenstein (1842–1907) und dessen Gattin Henriette, geborene Prinzessin von und zu Liechtenstein (1843–1931). Ihr Onkel, Kaiser Franz Joseph I., verlangte aber als Bedingung für die Eheschließung, dass Prinz Alois die österreichische Staatsbürgerschaft aufgeben müsse, weil Elisabeth Amalie nicht die Gemahlin eines Untertanen sein solle. Ihr Ehemann erfüllte die Bedingung des Kaisers und wurde 1902 in Vaduz eingebürgert. Elisabeth Amalie bekam mit ihrem Ehemann acht Kinder. Sie war eine begeisterte Jägerin und begleitete ihren Gatten, der k. u. k. Oberstleutnant war, durch die Garnisonen, bis dieser 1909 die ererbte Herrschaft Groß Ullersdorf in Mähren übernahm. Von 1909 bis 1944 lebte das Ehepaar auf dem Familiensitz in Nordmähren.
Elisabeth Amalie besaß eine Autosammlung mit 39 Fahrzeugen und hatte dafür die Stallungen in ihrem ungarischen Schloss Stuhlweißenburg in Garagen umgebaut. Sie war wohl die enthusiastischste Autofanatikerin unter allen adligen Damen in Europa, ging aber ihrem Hobby eher ruhig und verschwiegen nach, so dass die meisten ihrer Zeitgenossen nichts von ihrer großen Autosammlung wussten.
In der Spätphase des Zweiten Weltkrieges holte Fürst Franz Josef II. seine Eltern vor der nahenden Kriegsfront nach Schloss Vaduz. Dort verlebten Elisabeth Amalie und ihr Gatte nach dem Verlust des mährischen Besitzes ihre letzten Jahre. Elisabeth Amalie starb am 13. März 1960 im Alter von 81 Jahren in Vaduz und wurde in der dortigen Fürstengruft beigesetzt.

## Nachkommen
- Franz Josef II. (* 16. August 1906; † 13. November 1989), ⚭ 1943 Gräfin Georgina von Wilczek (1921–1989)
- Marie Therese (* 14. Januar 1908; † 30. September 1973), ⚭ 1944 Graf Artur Strachwitz von Groß-Zauche und Camminetz (1905–1996)
- Karl Alfred (* 16. August 1910; † 17. November 1985), ⚭ 1949 Erzherzogin Agnes von Österreich (1928–2007)
- Georg (* 11. November 1911; † 20. Januar 1988), ⚭ 1948 Herzogin Marie Christine von Württemberg (* 1924)
- Ulrich (* 29. August 1913; † 13. Oktober 1978), unverheiratet
- Henriette (* 6. November 1914; † 13. Oktober 2011), ⚭ 1943 Peter Graf und Edler Herr von und zu Eltz genannt Faust von Stromberg (1909–1992)
- Alois (* 20. Dezember 1917; † 14. Februar 1967), unverheiratet
- Heinrich (* 21. Oktober 1920; † 29. November 1993), ⚭ 1968 Gräfin Amalie Podstatzky-Lichtenstein  (1935–2025)

## Ehrungen
Elisabeth Amalie war Sternkreuzordensdame.